# ルイジ・マストランジェロ
ルイジ・マストランジェロ（Luigi Mastrangelo, 1975年8月17日 - ）は、イタリアの男子バレーボール選手。モットラ出身。ポジションはミドルブロッカー。元イタリア代表。

## 来歴
1994年、セリエA1のクーネオに入団。翌年からセリエB1、A2のクラブで2シーズンプレーしたのち、1997年にクーネオへ復帰し、1999年のコッパ・イタリア優勝を経験した。
1999年5月28日、シドニーで行われたワールドリーグ・オーストラリア戦で代表デビューを果たし、イタリア代表として通算218試合に出場。2000年代のイタリアチームのミドルブロッカーとして活躍し、2003年欧州選手権、2005年欧州選手権で2大会連続の優勝に貢献するとともに、ベストブロッカー賞を受賞、2004年ワールドリーグでもベストブロッカー賞を受賞した。
1999年ワールドリーグ、2001年ワールドリーグではベストサーバー賞を受賞した。
オリンピックには3大会連続出場し、2000年シドニーオリンピックで銅メダル、2004年アテネオリンピックで銀メダル獲得に貢献した。2008年北京オリンピックでは準決勝で怪我をしながら3位決定戦に臨んだものの、ロシアに敗れた。
2008年、A2へ降格したMローマとの解雇問題により、所属先が決まらぬまま2008-2009シーズンを迎えたが、ターラントに移籍が決定。2009年、古巣のクーネオへ移籍した。
2012年8月のロンドンオリンピックでは、4大会連続出場を果たし銅メダルを獲得した。

## 球歴
ナショナルチーム代表歴
- オリンピック - 2000年（銅メダル）、2004年（銀メダル）、2008年（4位）、2012年（銅メダル）
- 世界選手権 - 2002年（5位）、2006年（5位）
- ワールドカップ - 2003年（銀メダル）
- ワールドグランドチャンピオンズカップ - 2005年（3位）
- ワールドリーグ - 1999年、2000年（優勝）、2001年、2004年（準優勝）、2003年（3位）
- 欧州選手権 - 1999年、2003年、2005年（優勝）

クラブチーム優勝歴
- コッパ・イタリア - 1999年、2002年、2003年
- イタリア・スーパーカップ - 1999年
- CEVカップ - 2002年、2005年、2008年

## 所属クラブ
- クーネオVBC （1994-1995年）
- VBCモンドヴィ （1995-1996年）
- オリンピア・サンタンティーオコ （1996-1997年）
- クーネオVBC （1997-2001年）
- ピエモンテ・バレー （2001-2002年）
- ルーベ・マチェラータ （2002-2005年）
- パッラヴォーロ・モデナ （2005-2006年）
- Mローマ・バレー （2006-2008年）
- プリズマ・ターラント （2008-2009年）
- ピエモンテ・バレー （2009-2013年）